# Zarifa Ghafari
Zarifa Ghafari (paszto غفاری ظریفه; ur. 1992 w Kabulu) – afgańska polityk i działaczka społeczna, burmistrz Majdanszahru.

## Życiorys
Urodzona w 1992 roku w Kabulu. Jako najstarsza z ośmiorga dzieci opiekowała się młodszym rodzeństwem. Gdy miała cztery lata, do władzy w Afganistanie doszli talibowie, mimo to Ghafari nosiła krótkie włosy i ubierała się w zachodnie stroje, gdy w pobliżu nie było nikogo kto mógłby na nią donieść. Później uczęszczała do liceum Halima Khazan w Gardez (2007–2009), a następnie na Panjab University w indyjskim Delhi, gdzie uzyskała licencjat i magisterium w dziedzinie ekonomii (2009–2015).
W lipcu 2018 została mianowana przez władze prowincji burmistrzem Majdanszahr, jej kandydaturę wybrano spośród 138 kandydatów, wśród których była jedyną kobietą i została pierwszą kobietą pełniącą tę funkcję w prowincji Wardak, która jest stosunkowo bardziej konserwatywna i gdzie ludność wyraża większe poparcie dla talibów niż w innych częściach kraju. W dniu jej powrotu pod biurem burmistrza zgromadził się tłum demonstrantów z kijami i kamieniami, wśród nich zwolennicy gubernatora Mohammada Arifa Szaha Jahana, który sprzeciwiał się jej nominacji. Ghafari musiała być ewakuowana przez ochronę, jednak po 9 miesiącach powróciła do Majdanszahr i objęła ponownie urząd, gdy gubernator podał się do dymisji.
W 2020 roku Departament Stanu Stanów Zjednoczonych zaprosił Ghafari na doroczną konferencję International Women of Courage, na której 4 marca przyznano jej International Women of Courage Award. 22 marca padła ofiarą nieudanego zamachu, gdy niezidentyfikowany sprawca ostrzelał jej samochód w Kabulu.
Posługuje się paszto, dari, urdu i angielskim.
W 2021 roku po ofensywie Talibów zaczęła wyrażać swój niepokój z przyszłą sytuacją kobiet w Afganistanie jednocześnie wyrażając w mediach społecznościowych strach o własne życie. Po upadku Kabulu, Ghafari, wraz z rodziną zdołała zbiec do Niemiec.